# Claudinei Resende
Claudinei Dutra de Resende, född 27 maj 1978, död 6 november 2004, var en brasiliansk fotbollsspelare (mittfältare), på planen känd som Dinei.
Resende kom till allsvenska Helsingborgs IF hösten 2003 från den brasilianska klubben América FC, samma moderklubb som Álvaro Santos. Han återvände senare till Brasilien tillsammans med sin flickvän, utan att ge besked till någon i Sverige. Han var fortfarande bunden av kontraktet med Helsingborgs IF och var inte tillåten att spela fotboll i någon annan klubb. Affären finansierade den skånska klubben med hjälp av miljonbelopp från så kallade riskkapitalbolag. När América FC fick höra vad som hänt erbjöds Helsingborg omgående två spelare som kompensation, men Helsingborg tackade nej.
På en krog den 6 november 2004 hamnade Claudinei mitt i en uppgörelse kriminella gäng emellan. Många personer skadades och Claudinei skadades så svårt att han avled kort därefter. Personen som sköt det dödliga skottet var en ökänd kriminell man på 17 år. Enligt brasiliansk polis ingick skottlossningen troligen i en uppgörelse om knark.
Claudinei begravdes på en katolsk kyrkogård i förortskommunen Mário Campos, två mil utanför Belo Horizonte. Han lämnade efter sig sonen Marlon Augosto, vid tidpunkten endast 7 månader gammal.